# Robert Jayne
Pour les articles homonymes, voir Jacoby.
Robert Jayne (parfois crédité en tant que Bobby Jacoby) est un acteur américain.

## Filmographie
- 1979 : Walking Through the Fire (TV) : Matthew Lee
- 1980 : The Promise of Love (TV) : Butch
- 1981 : Crazy Times (TV) : Young Bobby
- 1982 : The Gift of Life (TV)
- 1983 : Attendez que maman revienne (Wait Till Your Mother Gets Home!) (TV) : Robert Peters
- 1983 : Right of Way (TV) : Mrs. Belkin's Son
- 1984 : Flight 90: Disaster on the Potomac (TV) : Glenn Biggs
- 1984 : Love Thy Neighbor (TV) : Brian Wilson
- 1985 : Scandal Sheet (TV)
- 1985 : The Zoo Gang : Ricky Haskell
- 1985 : La Fièvre du jeu (Fever Pitch) : Game-a-teen Boy
- 1986 : Aigle de fer (Iron Eagle) : Matthew
- 1986 : Le Cheval de feu (Wildfire) (série TV) : Dorin (voix)
- 1987 : A Different Affair (TV)
- 1987 : The Spirit (TV)
- 1989 : Wizards of the Lost Kingdom II : Tyor
- 1989 : Dr. Alien (Dr. Alien) : Bradford Littlejohn
- 1990 : Tremors : Melvin Plug
- 1991 : Meet the Applegates (en) de Michael Lehmann : Johnny Applegate
- 1993 : The Day My Parents Ran Away (TV) : Matt Miller
- 1994 : La Nuit des Démons 2 (vidéo) : Perry
- 1995 : L'Incorrigible Cory - Saison 3 (TV) : Jeff dans l'épisode 20
- 1998 : Big Party (Can't Hardly Wait) : Richie Koolboy, Homeboy #2
- 1999 : J'emporterais ton âme (Fear Runs Silent) (vidéo) : Harold
- 2000 : Undressed (série TV) : Donnie (2000: Season 2)
- 2000 : L'Ombre de la séduction (The Right Temptation) : Travis
- 2001 : Pearl Harbor : Sunburnt Sailor
- 2001 : Tremors 3 : Le Retour (Tremors 3: Back to Perfection) (vidéo) : Melvin Plug
- 2003 : Jack Woody : Rick
- 2006 : Vic : Vic's Driver
- 2006 : Beyond the Wall of Sleep : Jasper